# Democrit

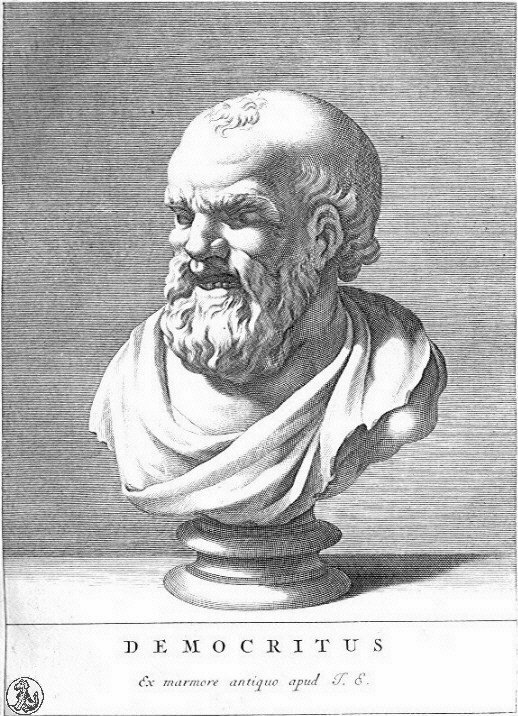
Democrit

Democritos (în greacă veche Δημόκριτος, Democritos; n. anii 460 î.Hr., Avdira, Macedonia și Tracia⁠(d), Grecia – d. anii 360 î.Hr., Grecia) a fost un filosof grec presocratic.
Democrit este un important filozof grec, descendent al unei bogate familii din Abdera, Tracia. Democrit a călătorit mult (prin Grecia, Egipt și Persia), a revenit apoi în cetatea natală unde a devenit celebru prin vastitatea și enciclopedismul cunoștințelor sale.

## Biografie
Democrit (cca. 460-360 Î.Hr.) a fost un cetățean al coloniei ionice Abdera așezată pe coasta tracică. De aceea el a căpătat și numele de „Abderitul”. Orașul în care s-a născut Democrit era un înfloritor centru comercial și cultural; tatăl lui era nespus de bogat și de aceea se poate presupune că Democrit s-a bucurat de o educație aleasă, deși o legendă îl prezintă ca fiind instruit de către un mag persan.
Se relatează că Democrit și-ar fi cheltuit toată averea în călătorii îndepărtate (mai ales în Egipt și Orient). Întors la Abdera sărac, el a fost ajutat de către fratele său. În curând, după întoarcere, Democrit a devenit vestit în urma înțelepciunii de care dădea dovadă, fiindcă și el a fost un spirit universal și un savant ilustru, care a stăpânit toate domeniile științei. Făcând abstracție de legendele și știrile necontrolate despre personalitatea lui, sigur se poate spune numai că întreaga viață Democrit și-a închinat-o studiului. Unii istorici ai filozofiei prezintă ideea că Aristotel și-ar fi câștigat imensa sa știință și din studiul operelor lui Democrit.
Este interesant, de remarcat că un savant de talia lui Democrit a spus totuși : „Nu mulțimea de cunoștințe este vrednică de năzuit, ci bogăția intelectului.” Iar atunci când el vorbește despre sine, nu se mândrește cu scrierile sale, ci el se mândrește cu „autopsia” și cu relațiile pe care le are cu alți savanți și cu metoda matematică.
„Ἐγὼ δὲ τῶν κατ´ ἐμαυτὸν ἀνθρώπων γῆν πλείστην ἐπεπλανησάμην, ἱστορέων τὰ μήκιστα, καὶ ἀέρας τε καὶ γέας πλείστας εἶδον, καὶ λογίων ἀνθρώπων πλείστων ἐπήκουσα, καὶ γραμμέων συνθέσι μετὰ ἀποδείξεως οὐδείς κώ με παρήλλαξεν, οὐδ´ οἱ Αἰγυπτίων καλεόμενοι Ἁρπεδονάπται, σὺν τοῖς δ´ ἐπὶ πᾶσιν ἐπ´ ἔτε´ ὀγδώκοντα ἐπὶ ξείνης ἐγενήθην.
Între contemporanii mei eu am cutreierat cea mai mare parte de pământ pentru a cerceta ceea ce este mai departe și am văzut cele mai multe țări și laturi ale cerului, am ascultat cei mai mulți filozofi, iar în demonstrațiile și construcțiile geometrice nu m-a întrecut nimeni; nici chiar geometrii Egiptului, printre care eu am peregrinat timp de cinci ani ca străin. ” — Clement din Alexandria - Stromates, cartea I.
Nu cunoaștem cauza care a făcut ca în filozofia greacă Democrit să nu fie tocmai așa de apreciat. Posibil ca lipsa lui Democrit de ambiție să fi contribuit într-o largă măsură la aceasta, căci între maximele lui se găsește și aceasta : „Cine contrazice din plăcere și face multe cuvinte, este incapabil să învețe ceva de folos.”
Despre faptul că Democrit ar fi întemeiat o școală filozofică nu știm nimic. A scris însă nespus de multe lucrări, dintre care nu ni s-au păstrat decât cca. 300 de fragmente. Din relatările acelora care au cunoscut opera lui Democrit, aflăm că el scria clar și foarte sistematic. Cea mai vestită lucrare a acestui abderit a fost (după Diog. Laert., IX, 41) „Mikros dikosmos”. Ea este des citată de Epicur. De asemenea, și Aristotel îl citează foarte des, dar aceasta mai ales ca să-l combată și nu întotdeauna cu aceeași obiectivitate. Dimpotrivă, Platon nu-l amintește, dar polemizează cu concepția materialistă.
Asupra filozofiei lui Democrit avem însă destule date ca s-o putem cunoaște și aprecia. Sâmburele acesteia îl constituie atomistica, pe care, deși n-a descoperit-o Democrit, este totuși meritul lui de a o fi dezvoltat și fundamentat.

## Opera
Democrit a preluat teoria atomistă a dascălului său, Leucip, dezvoltând-o într-un adevărat sistem filosofic, conform căruia la baza lumii se află atomii, care coincid cu realul - plinul (to on), și vidul, neantul - golul (to menon).
Atomii sunt particule solide, indivizibile, imperceptibile, necreate și eterne, în continuă mișcare; din combinarea lor, iau naștere toate lucrurile care alcătuiesc universul (atât corpurile materiale cât și sufletul uman).
Spre deosebire de alți filosofi care credeau într-o lume unică, având pământul în centru, Democrit formulează „teza lumilor infinite”. Democrit a fost primul care a afirmat că forța motrice a istoriei omenirii este nevoia (chreia), necesitățile oamenilor. Democrit a emis ideea dezvoltării ascendente a societății omenești. Poziția lui Democrit era anti-teza mitului despre epoca de aur și decăderea permanentă a umanității.
De la început trebuie să subliniem faptul că și Democrit lupta cu aceeași problemă ca și maestrul său Leucip. Problema aceasta consta în a deduce lumea experienței din principiile gândirii. De acord cu Parmenide, Democrit este de părere că multiplicitatea și schimbarea lucrurilor din lume trebuie să fie fundamentată pe o existentă neschimbătoare, netrecătoare, unitară și de același fel. Dar, după părerea lui Democrit, pentru a se putea menține totuși legătură cu lumea senzorială, acest temei metafizic trebuie să fie accesibil determinării; el nu trebuie să fie gândit ca ceva nemișcat și într-o formă nedefinită, ci el trebuie să aibă toate calitățile pe care le au și lucrurile din lumea reală, ceea ce înseamnă întindere și mișcare în felul acesta Democrit a ajuns și el la conceptul de atom. După cum credea și Leucip, și pentru Democrit atomii sunt cele mai mici particule ce nu mai pot fi împărțite, ale lucrurilor din lumea fizică. Atomii au o formă,  ordine, și o poziție. Mărimea lor este diferită, iar ca durată ei sunt eterni. Lucrurile sunt constituite din acești atomi între care se găsesc și spații goale. Pe temeiul acestor spații goale se fundamentează divizibilitatea atomilor. Însă atomii nu mai au nici un spațiu gol în structura lor și de aceea ei sunt invizibili deși, curios lucru, Democrit le atribuie întindere. Ca și Leucip și Democrit afirmă că atomii se deosebesc între ei numai după formă, căci ei nu mai au nici o altă calitate. În ceea ce privește forma lor atomii sunt foarte diferiți. La început aceștia se găseau răspândiți haotic în spațiul gol, apoi - Democrit, ca și Leucip, nu ne spune cauza - atomii au format vârtejuri și prin unire au format lumea și lucrurile din aceasta.
Democrit afirma ca și Leucip că și gândirea este constituită tot din atomi, fiindcă toate fenomenele sufletești se fundamentează pe atomi sufletești, ce se deosebesc de ceilalți atomi numai prin faptul că au o formă sferică, de unde și capacitatea acestora de a se mișca mai cu repeziciune. Atomii sufletești sunt înrudiți cu atomii focului. De aceea, atomii sufletești nu se pot mișca decât numai în stare uscată în stare umedă ei își pierd calitățile spirituale.
În organele omului atomii îndeplinesc anumite funcțiuni : în creier se află gândirea, în inimă mânia, în ficat poftele. Prin respirație omul ia atomi din aer, prin expirație el elimină atomi. Pe acest proces se bazează viața. Atomii sunt datul ultim al vieții.
Democrit a plecat în considerațiile lui de la problema materiei pentru a soluționa problema existenței. Rezultatul la care a poposit el fost teoria metafizică a atomilor, ce sunt entități ultime; ultimul temei metafizic al tuturor lucrurilor. De aceea concepția lui Democrit este un materialism metafizic. Iar fiindcă acest filozof nu mai admite un alt principiu ca temei al lumii alături de materie, concepția lui se mai numește și  monism  materialist. Principiile fundamentale ale acestui monism materialist sunt următoarele: l". Din nimic nu se poate naște nimic , nimic din ceea ce este nu poate fi distrus. Orice schimbare este numai unirea și despărțirea de părți.
În acest principiu formulat de genialul Abderit se cuprind două idei, cu care operează și fizica modernă, și anume: ideea că nimic nu se distruge, ci totul se transformă, cât și ideea despre constanta energiei. Principiul se găsește și la Kant ca cea dintâi "analogie a experienței". El are o valabilitate axiomatică și se găsește, într-un chip nu prea clar, și la alți filozofi antesocratici. Nemărginitul lui Anaximandru, din care se produce totul, focul originar al lui Heraclit în care se distrug lumile schimbătoare, pentru ca să se producă din nou din acesta, nu sunt altceva decât încorporări ale substanței ce rămâne în veci identică cu sine. Parmenide din Elea a negat orice devenire și dispariție. Pentru acesta schimbarea este o aparență. Dar prin aceasta în filozofia antica greacă s-a născut o contradicție între aparență și existență, la care filozofia nu putea să rămână. Afirmarea uneia dintre teze ducea la negația celeilalte. Căci întrebarea este: cum se face că dintr-o existență neschimbătoare se produce aparența ? Empedocle și Anaxagora au căutat să înlăture această contradicție, prin aceea că aceștia au redus producerea și dispariția lucrurilor la amestecarea și despărțirea elementelor. Atomistica a dezvoltat această idee într-o formă intuitivă și a făcut-o un fel de piatră din capul unghiului a filozofiei. Și ea a făcut acest lucru slujindu-se de principiul necesității.
Opera sa, extrem de bogată și variată (peste 50 de tratate), se distinge prin claritatea lingvistică și eleganța stilului, Cicero comparându-l pe Democrit cu Platon în această privință. Diogene Laerțiu menționează titlurile a 12 tratate ale lui Democrit despre  matematică (Geometrika, Arithmoi - Numere etc), 16 de fizică (Cosmographie, Perton planeton - Despre plante), 8 de etică (Peri andragathias e Peri aretes - Despre bărbăție sau despre virtute; Peri euthymies - Despre bucurie), 8 de muzică (Peri rythmon kai harmonies - Despre ritmuri și armonie), grupate în tetralogii.
Gândirea lui Democrit, cel mai de seamă filosof materialist al lumii antice, a exercitat o puternică influență de la Epicur și Lucrețiu până la Francis Bacon, Galileo Galilei și Leibniz.
Eleații au pregătit drumul spre atomismul materialist, prin viziunea lor despre o materie constantă și imobilă, care nu poate fi sesizată decât de gândire, aceasta fiind singura modalitate care este există cu adevărat și care se deosebește de schimbarea înșelătoare a aparențelor senzoriale. Pitagoreii au pregătit de asemeni drumul spre ideea că toate calitățile senzoriale trebuie să fie reduse la anumite relații numerice între formele corpurilor. Atomiștii au putut să formuleze, datorită acestor idei, un concept clar despre cum trebuie gândită materia ca ultimul fundament al tuturor aparițiilor. Cu formularea acestui concept, materialismul a fost desăvârșit ca teorie consecventă a apariției lucrurilor din materie. Pasul acesta a fost îndrăzneț și cu urmări importante pentru istoria filozofiei și a științei. Este pasul pe care l-a făcut Democrit.

## Nimic nu se întâmplă din întâmplare, ci totul dintr-un temei și aceasta cu necesitate
Temeiul despre care vorbește Democrit nu este altceva decât legea mecanică-matematică ce dirijează atomii în mișcarea lor cu o necesitate inexorabilă. Aristotel îi obiectează lui Democrit că, prin sublinierea acestui principiu, acesta a vrut sa deducă totul, neglijând total orice italeologie numai din necesitatea naturii. Baoon de Verudiam dimpotrivă îl lăuda tocmai pentru că a dedus lumea și lucrurile din necesitatea naturii. Într-adevăr, Democrit era conștient că postularea necesității naturale constituie una din condițiile esențiale ale posibilității cunoașterii naturii.

## Nu există altceva decât atomi și spațiul gol, totul altceva este părere
Fr. Al. Lange crede ca în această afirmație se află cuprinsă atât latura tare cât și cea slabă a oricărei atomistici. Este adevărat că grație atomisticii și a principiilor enunțate de aceasta, știința în general și mai ales științele naturii în special au putut face progrese uriașe în cunoașterea lumii și a fenomenelor acesteia. Dar cu toate acestea ea n-a putut găsi și n-are nici o perspectivă să găsească, o punte între fenomenele materiale și cele sufletești, ce se petrec în creierul ființelor care gândesc conștient.
Democrit a fost influențat în concepția sa despre calitățile senzoriale de către eleați. Aceștia au negat posibilitatea mișcării și a schimbării, pe care le-au declarat a fi aparență și anume o aparență identică cu nimicul. Democrit s-a mărginit să facă o asemenea apreciere numai cu privire la calitățile senzoriale. El zice: „Dulcele, amarul, caldul, frigul și culoarea constau numai dintr-o părere; în realitate nu există decât atomi și spațiul gol”.
Atomii sunt într-un număr nemărginit și cu forme nemărginit de felurite. Fiind într-o veșnică mișcare de cădere prin spațiul nemărginit, atomii mai mari, ce cad mai repede, se izbesc de cei mai mici în vârtejurile și mișcările ce se produc cu aceasta ocazie înseamnă începutul formarii lumii. În felul acesta se formează și dispar iarăși una lângă alta și una după alta nenumărate lumi.
Genialitatea acestei viziuni despre lume a fost socotită în antichitate ca fiind ceva fantastic și ea n-a fost înțeleasă nici chiar de un gânditor de talia lui Aristotel, care credea că în afara de lumea închisă în sine nu mai poate exista o alta. Dar ideea aceasta a fost reluată de Epicur și Lucrețiu și de alți filozofi materialiști.
Deosebirea dintre lucruri se fundamentează pe deosebirea dintre atomii ce le constituie, așadar, deosebirea de număr, mărime, formă și ordine; o altă deosebire a atomilor nu are loc. De asemenea atomii nu au „stări interne”, ei se influențează reciproc numai prin apăsare (împingere).
S-a arătat mai sus că Democrit declara că acele calitățile senzoriale sunt numai aparente. El a jertfit latura subiectivă a fenomenelor, cu scopul de a accentua cu atât mai mult latura lor obiectivă. Democrit reprezintă ideea - confirmată de chimia și fizica atomică - că percepțiile subiective asupra lucrurilor se bazează pe „schema” în care sunt aranjați atomii în acestea.

## Sufletul în concepția lui Democrit
Sufletul este constituit din atomi fini, netezi, rotunzi, asemenea cu aceia ai focului. Acești atomi sunt cei mai rapizi și prin mișcarea lor, ce întrepătrunde întreg corpul, se produc toate fenomenele vieții. Deci, pentru Democrit, sufletul este o materie speciala ; o materie ce este răspândită în întreg universul, în care se produc fenomenele calorice și ale vieții. Interesant este ca Democrit cunoaște deosebirea dintre corp și suflet și el operează cu aceasta deosebire - după cum vom vedea - în etica sa. Sufletul este totuși esențialul în om, în timp ce corpul este numai un înveliș al sufletului. "Frumusețea corpului are ceva animalic, dacă acesta este lipsit de spirit" și "fericirea și nefericirea se află în sufletul tău", zice Democrit. Dar sa nu anticipam asupra concepției democritiene despre suflet.
Democrit n-a făcut o teorie a sufletului, pentru a face din acesta un principiu mai adânc, pentru a putea să lămurească fenomenele naturii. Pentru acesta sufletul nu este o forță ce creează lumea, ci el este o materie lângă alte materii. Empedocle a făcut din raționalitate o calitate interioara a elementelor. Democrit, dimpotrivă, considera rațiunea "numai un fenomen ce urmează din constituția matematica a anumitor atomi în relație cu alți atomi". Acesta este un merit al lui Democrit căci orice filozofie, ce vrea să atace serios problema lumii fenomenale, trebuie să se întoarcă la acest punct.
Așadar, pentru Democrit, sufletul este, ca și la Diogene din Apollonia,  constituit dintr-o  materie  speciala. Aristotel  persiflează aceasta concepție și felul în care Abderitul   înțelege   că   corpul  mișcă sufletul, și el face acest lucru slujindu-se de o asemănare. Dedalos a trebuit să facă un tablou mișcător al Afroditei. Actorul Filipos istorisește că acestuia i-a reușit să facă acest lucru, prin aceea ca Dedalos probabil că a turnat în tablou argint viu. Tot astfel, zice Aristotel, a procedat și Democrit:  omul este determinat în interiorul său prin mascarea  atomilor. Asemănarea  întrebuințată de Aristotel nu lovește întru totul concepția lui Democrit, dar ea poate sluji totuși ca sa fie lămurite doua principii importante în științele naturii. Aristotel îi obiectează lui Democrit, pentru a dovedi ca sufletul determină și mișcă pe om prin alegere și gândire. Apoi ca întreaga noastră înțelegere este fundamentată pe specialul din apariții și pe legea generala în lumea fenomenelor.   Consecința   ultimă   este   orânduirea   acțiunilor   raționale   în aceasta serie de zale. Democrit a tras această consecința pe care Aristotel n-a înțeles-o.
Concepția lui Democrit despre suflet și spirit nu s-a născut dintr-o năzuință generală de a ajunge la un "principiu mai adânc" pentru exemplificarea lumii, căci el a considerat, așadar, spiritul ca o materie alături de alte materii și nu ca o forță ce formează lumea.

## Etica democriteană
Etica lui Democrit este eudaimonistă și se află în concordanță cu materialismul său, cu toate, că, după cum vom vedea, el situează sufletul mai presus de corp. Printre maximele sale morale, ce ne-au rămas într-un număr mult mai mare decât fragmentele ce au în vedere fenomenele naturii, se află unele ce exprimă o înțelepciune tot așa de veche ca și popoarele. Democrit reprezinta această înțelepciune într-o forma populară în sens practic, ce poate fi redusă la câteva principii.
Pentru Democrit fericirea sau nefericirea depinde exclusiv de om. Fericirea constă în liniștea plina de veselie a sufletului, pe care omul o poate realiza numai prin stăpânirea asupra poftelor și asupra instinctelor. Caci "fericirea și nefericirea se află în suflet" "Fericirea nu se afla în aceea ca posezi cirezi ori aur. Locuința unui suflet fericit se afla în suflet".  Democrit numește fericirea "buna dispoziție", "omenie", "echilibru" și "liniște sufleteasca". Măsură în toate și puritatea inimii, cultivarea spiritului și dezvoltarea inteligenței dau fiecărui om posibilitatea ca, cu toate schimbările vieții, sa realizeze aceste virtuți.
Condiția ca omul să ajungă la fericire este ca el să țină măsura în toate plăcerile (cele senzoriale nu asigură decât o satisfacție scurtă) și să realizeze armonia vieții. Caci lipsa și belșugul obișnuiesc să se transforme în contrariul lor și să producă astfel crize sufletești adânci. Sufletele ce sunt mișcate de contradicții adânci nu sunt nici armonioase și nici bine dispuse. De aceea trebuie să ne mulțumim cu ceea ce putem ajunge și sa ne mulțumim cu ceea ce este prezent... "Sa alungam din sufletul nostru invidia, gelozia și ura".
Omul este fericit atunci când este mereu aplecat sa acționeze după ceea ce este drept și în conformitate cu legea și prin aceasta poate fi vesel, puternic și lipsit de griji atât ziua cât și noaptea. Dimpotriva, acela care desfide legea și nu-și face datoria totul îi trezește scârba, mai ales atunci când își aduce aminte de faptele sale rele ; acesta este mereu plin de frica și se blestema.
După cum se poate vedea din fragmentele de mai sus, Democrit reprezintă ideea ca cel mai înalt bun, spre care trebuie să năzuiască omul, este fericirea ce constă într-o veselie continuă a sufletului. Cel mai bun lucru pentru om este să se bucure cât mai mult și să se mâhnească cât mai puțin. Deși hedonist, hedonismul lui Democrit este departe de hedonismul lui Epicur, sau de egoismul reprezentat de către materialiștii sec. al XVIII-lea. Eticii lui Democrit îi lipsește numai criteriul moralei idealiste : un principiu al acțiunilor umane, care îți are originea numai în conștiință. Ce este bine și ce este rău, drept și nedrept lui Democrit i se pare de la sine înțeles, fără de nici o considerație teoretica ; ca liniștea vesela a sufletului care este cel mai înalt bun, poate fi realizata numai prin gândire cinstita și prin fapta tot atât de cinstita, sunt principii ce-și au originea în experiența, iar temeiul, după care sau care justifica năzuința noastră după aceasta armonie interioara, se afla în fericirea individului.
Deci Democrit reprezintă o concepție morală destul de înaltă față de predecesorii săi. Căci nu bucuriile externe ca bogăția, gloria și alte bunuri produc fericirea adevărată. Fericirea se afla numai în suflet și de aceea acesta formează partea cea mai nobila din om. Cine iubește bunurile sufletești iubește divinul și ceea ce este durabil. Cine iubește bunurile corporale iubește ceea ce este omenesc și trecător și ca atare lipsit de valoare. Pentru a ajunge la fericire este necesară înțelepciunea, singura care poate asigura echilibrul sufletesc, pentru că, pentru a ajunge la o dispoziție fericită și echilibrată, omul trebuie să se deprindă la cumpătare în plăceri. Echilibrul sufletesc este o urmare a virtuților și el este stricat mai ales de pofte și dorințe, pe care omul nu le poate realiza. Din această cauză omul să nu năzuiască decât ceea la ce este posibil să realizeze. Zeii îi dau omului numai ceea ce este bun, răul își are originea, după Democrit, în lipsă de înțelepciune a omului. Prim ceea ce este prea mult în pofte și în plăceri se strica echilibrul sufletesc și el nu-și mai poate păstra "ataraxia", care este o condiție a fericirii adevărate. Numai cunoașterea poate garanta cea mai înaltă mulțumire. Patria înțeleptului este universul. Totuși Democrit pune mare preț pe jertfirea pentru comunitate și pe o conducere de stat bună. Dar fără cumpătare și măsura și înțelepciune nu e posibilă fericirea. Aderenții lui Democrit sunt: Nessas, Metrodoros din Chios, Anaxarchos, Diogene din Smirna, Nausifanes. Înnoitorul atomismului este Epicur.